# Paraná (staat)
Paraná is een van de 26 deelstaten van Brazilië.
De staat met de standaardafkorting PR heeft een oppervlakte van ca. 199.308 km² en ligt in de regio Zuid. Paraná grenst aan de Atlantische Oceaan in het oosten, Santa Catarina in het zuiden, Argentinië in het zuidwesten, Paraguay in het westen, Mato Grosso do Sul in het noordwesten en São Paulo in het noorden en noordoosten. In 2017 had de staat 11.320.892 inwoners. De hoofdstad is Curitiba. Andere belangrijke steden zijn Londrina, Maringá, Ponta Grossa, Guarapuava, Foz do Iguaçu en Cascavel. Meer dan de helft van het gebied ligt hoger dan 600 m en slechts 3% beneden 300 m. De voornaamste rivieren zijn de Paraná, Iguaçu, Ivaí, Tibagi, Paranapanema, Itararé en Piquiri. Het klimaat is gematigd.
De economie is deels op landbouw (onder andere suikerriet, soja, koffie en maniok) en deels op industrie gebaseerd (papier en cellulose). In de 17e eeuw werd er een goudader ontdekt, die echter met de goudvondsten in Minas Gerais al snel aan betekenis verloor. Daarna was het gebied dunbevolkt en kwam het in handen van een klein aantal grootgrondbezitters. De komst van de spoorwegen bracht daar verandering in. Vanaf 1850 voerde de plaatselijke overheid een actief kolonisatiebeleid en kwamen er veel Duitse, Italiaanse, Poolse en Oekraïense immigranten die tot economische en sociale groei bijdroegen.
De staat heeft 5,4% van de Braziliaanse bevolking en produceert 6,2% van het BBP van het land.

## Geschiedenis
Van origine werd Paraná bewoond door Tupi-Indianen van de stam carijós, en Jê-Indianen van de stam Cainguangues.

### Kolonisatie
In de 16e eeuw werd Paraná door de Portugezen verlaten. Verschillende andere landen probeerden hier van te profiteren, vooral op zoek naar goed hout. Het waren vooral de Spanjaarden die een aantal kleine nederzettingen vestigde. De regio waarin de Spanjaarden zich vestigden kreeg de naam Guairá, en vanaf 1610 begonnen Jezuïeten met het opzetten van missies en bekeren van de indianenbevolking.
Met de ontdekking van goud in de 17e eeuw kwam de kolonisatie door de Portugese bevolking pas op gang. Verschillende ontdekkingstochten werden ondernomen en ook de Spaanse nederzettingen en indianendorpen in Guairá werden door de Portugezen en Luso-Brazilianen geannexeerd. In 1648 kreeg het kort daarvoor gevestigde plaatsje Paranaguá stadsrechten dankzij de bevolkingsexplosie die er plaats had gevonden. Een ander centrum van kolonisatie was de stad "Nossa Senhora da Luz e Bom Jesus dos Pinhais", het hedendaagse Curitiba, dat in 1693 stadsrechten kreeg.
De goudaders van Paraná brachten echter niet veel op voor het werk dat geleverd moest worden, en met de ontdekking van de rijkheid van de heuvels en bergen in Minas Gerais verloor het goud van Paraná zijn betekenis. De bevolking verschoof haar activiteiten naar de landbouw. Vooral de rijke families, die grote stukken grond in bezit hadden, investeerden veel in de veeteelt.
Het duurde tot de 19e eeuw voordat het binnenland van Paraná door boeren werd gekoloniseerd. Aan het eind van die eeuw domineerde de erva-mate de economie en was het een sterke bron van inkomsten voor de rijken en machtigen. Met de intrede van de spoorwegen, die Paraná in verbinding zetten met São Paulo aan het eind van de eeuw, begon een nieuwe tijd van sterke demografische groei.
Vanaf 1850 zette de provinciale overheid zich sterk in voor kolonisatie. Zij kregen hierbij de hulp van vooral de Duitse, Italiaanse, Poolse en Ukraïense immigranten die een beslissende bijdrage leverden aan de economische en demografische groei en de kolonisatie van het binnenland.
Op 29 augustus 1853 werd Paraná pas een aparte staat; tot die tijd had het gebied deel uitgemaakt van de staat São Paulo.

### Nederlandse nederzettingen in Paraná

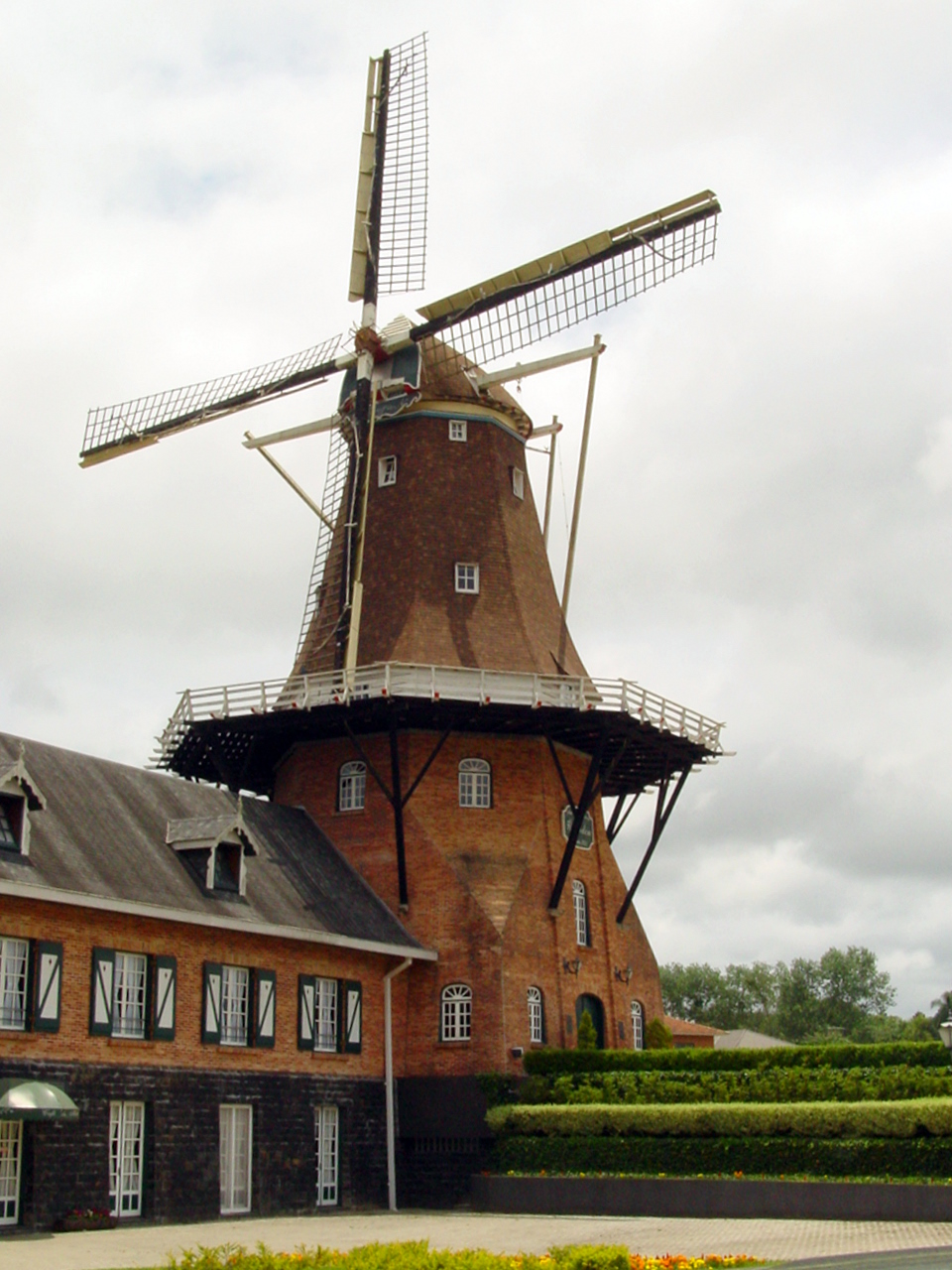
Windmolen De Immigrant in Castrolanda.

Paraná is de staat die de meeste Nederlandse nederzettingen herbergt. De meest bekende zijn Castrolanda, een buitenwijk van het plaatsje Castro, en Carambeí dat tussen Castro en Ponta Grossa ligt. Castrolanda werd in de jaren 1950 gebouwd door 400 Nederlanders uit de noordoostelijke provincies. In Carambéi begon men al aan het begin van de 20e eeuw (1911) met het opzetten van Nederlandse landbouwbedrijven. De Nederlandse kolonisten stonden en staan nog steeds het meest bekend om de zwart-wit gevlekte koe die tegenwoordig door heel Paraná te vinden is en door de Brazilianen ook wel 'vaca holandesa' (Nederlandse koe) genoemd wordt. Ook is het zuivelbedrijf "Batavo", opgericht door Nederlandse immigranten, nog steeds een van de bekendste van het land. Andere gemeenten die Nederlandse immigranten ontvingen: Arapoti; Irati (Gonçalves Junior); Ivaí; Ipiranga (Kolonie Tayó), Telêmaco Borba (Monte Alegre); Tibagi.

## Geografie

### Geologie
Ruim 40% van het grondgebied van Paraná, en dan vooral het noorden, bestaat uit 'rode grond'. Het is een laag vulkanische as die millennia geleden daar is neergelegd, en het is de meest vruchtbare grond van Brazilië. Het was deze rode grond die ervoor zorgde dat de landbouw, en dan vooral de koffieteelt, zich zo goed kon ontwikkelen vanaf de jaren 20 van de 20e eeuw.
Tegenover de vruchtbaarheid van de rode gronden staan de arme gronden van de bossen en de uitgestrekte hoogvlaktes en heuvelgebieden. Pas in de laatste jaren worden deze laatste twee ontgonnen met behulp van de nieuwste landbouwtechnieken die het mogelijk maken goed van de grond gebruik te maken.

### Reliëf

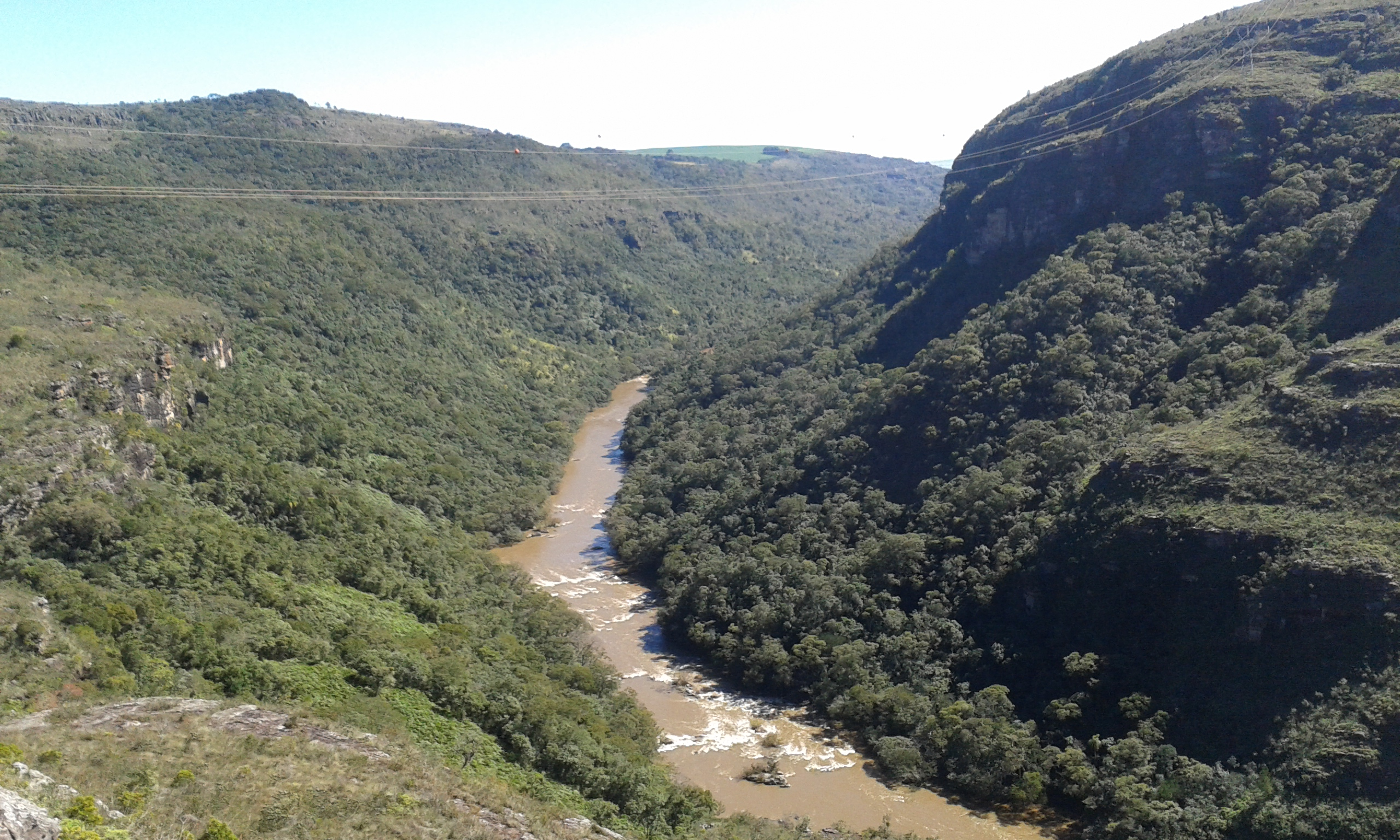
Guartelá Canyon, in Tibagi.

Meer dan 52% van het grondgebied van Paraná ligt boven de 600 meter, en zelfs 89% boven de 300 meter. Alleen de kuststreek, die ongeveer 3% uitmaakt van het grondgebied, komt onder de 200 meter uit. Het reliëf van Paraná bestaat vooral uit plateaus in hoogvlaktes die vanuit het westen gezien langzaam in hoogte oplopen, om uiteindelijk voor de kust in het Serra do Mar (gebergte) over te gaan. In het reliëf van Paraná bestaan vijf belangrijke lagen; van oost naar west zijn dit:
- Kuststreek
- Serra do Mar
- Plateau van Curitiba
- Plateau van Ponta Grossa
- Plateau van Guarapuava

#### Kuststreek
De kuststreek is een dunne strook land dat van noord naar zuid 98 kilometer lang is. In het midden vindt men de Baai van Paranaguá, de belangrijkste havenstad van de staat. De kuststreek is vlak en rijst slechts enkele meters boven het zeeniveau uit en bestaat uit afzettingen van de rivieren die vanuit de Serra do Mar een weg naar de zee zoeken. Hier en daar komen enkele kleine heuvels of rotsformaties voor, die een hoogte van maximaal 60 meter halen.

#### Serra do Mar
De Serra do Mar scheidt de lager gelegen kuststrook van het plateau van Curitiba, meer landinwaarts. De Serra do Mar is een heuvelgebied en gebergte met veel plotselinge hoogteverschillen en kleine rivierstroompjes. Ze vormt een soort oplopende muur, die haar grootste hoogtes vlak voor de Atlantische Oceaan bereikt. Het is een deel van het gebergte dat het grootste deel van het gezicht van de oostelijke kust en het midden van Brazilië bepaalt, en bestaat vooral uit graniet en verschillende andere gladde rotssoorten (port.: gnaisses).
Op een aantal plaatsen heeft de Serra do Mar een glooiende structuur, zoals bij de Graciosa en de Farinha Seca. Op andere plekken is het meer een samenraapsel van bergjes die 500 tot 1000 meter boven het plateau uitsteken, en hun eigen naam krijgen. De hoogste delen zijn te vinden in de Serra dos Órgãos. Onder meer bevinden zich de pieken Paraná (1922 meter), Caratuba (1898 meter) en Ferraria (1835 meter)in dit gebied. Verder naar het zuiden worden de bergen weer lager, tot de piek Iquiririm die Paraná van Santa Catarina scheidt. Vlak voor de kuststrook worden de pieken ook een stuk lager. De Serra da Prata gaat zelfs nog door tot onder de zeespiegel.

#### Plateau van Curitiba
Het eerste plateau, ofwel het Plateau van Curitiba, heeft een gemiddelde hoogte van 900 meter. Het is onder te verdelen in twee delen. Het noordelijke deel heeft meer hoogteverschillen dankzij de erosie van de rivier Ribeira en andere kleinere stromen. De meest voorkomende rotssoorten in dit gebied zijn filieten, kalksteen, dolomieten en marmer.
Het zuiden is waar het gehele plateau zijn naam aan dankt. Er zijn minder hoogteverschillen; 80 kilometer lang blijft het gebied tussen de 850 en de 950 meter hoogte. De onderste grondlaag bestaat hier vooral uit graniet, en aan de oppervlakte vindt men klei, afgezet door rivieren die vooral vanuit het oosten naar het westen lopen.

#### Plateau van Ponta Grossa

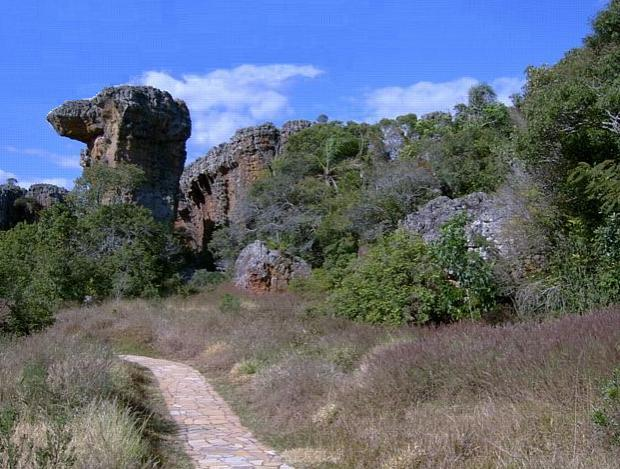
Vila Velha

Het tweede plateau, ofwel Plateau van Ponta Grossa, is meer dan 100 km groot en heeft de vorm van een halve maan met de boog richting het oosten. In het oosten is dit plateau het hoogste, met stukken boven de 1200 meter. Vanaf daar loopt het langzaam af tot hoogtes tussen de 500 en 750 meter in het westen. Zijn oostgrens is een kleine barrière dat ook wel de "Serrinha" wordt genoemd en in verbinding staat met de Serra Geral, dat de grens van het plateau van Curitiba vormt.

#### Plateau van Guarapuava
Het derde plateau, ofwel plateau van Guarapuava, is het grootst van alle plateaus in Paraná en omvat meer dan 65% van de totale oppervlakte van de staat. Het wordt gekenmerkt door vulkanisch gesteente als basalt. De rivieren hebben voor de nodige erosie gezorgd, waardoor er toch nog enkele hoogteverschillen zijn. Ook dit plateau loopt langzaam af. De hoogste punten zijn nog 1200 meter hoog, de laagste 300 meter. De Serra Geral in het oosten en de rivier Paraná in het westen (tevens de grens met Paraguay) vormen de grens van dit plateau.

### Klimaat

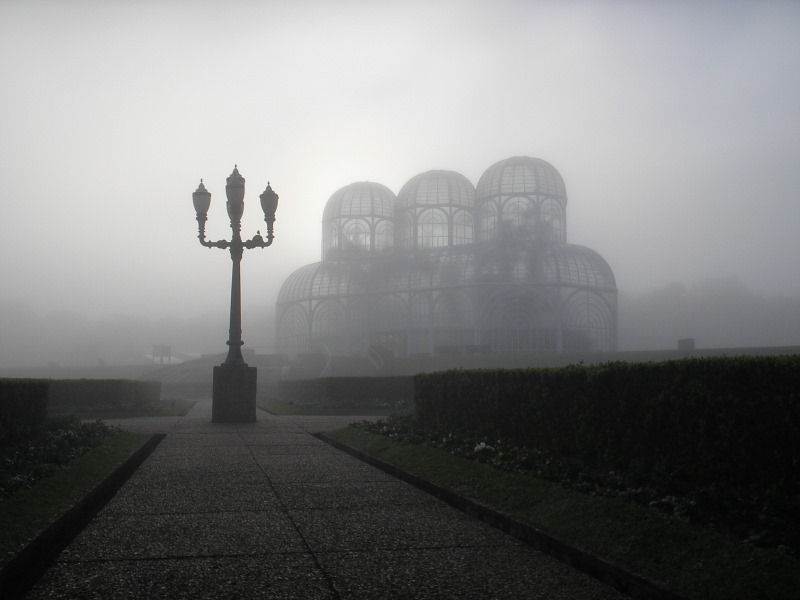
Mist in de Botanische Tuin Van Curitiba. De hoofdstad van Paraná is de koudste staatshoofdstad van Brazilië.

Het grootste gedeelte van de staat Paraná heeft een subtropisch klimaat, met alleen in het noordoosten een klein stukje dat nog een tropisch klimaat heeft. Paraná wordt gekenmerkt door sterke temperatuurverschillen. De hoogste temperaturen kunnen boven de 40 °C uitkomen op verschillende plaatsen in de staat, terwijl op de hoogvlaktes ook wel een temperaturen onder het vriespunt worden gemeten (Palmas -11,5 °C in 1975).
In Paraná valt gemiddeld per jaar tussen de 1200 en 1900 millimeter regen. Alleen aan de kust is dit veel hoger: daar valt op sommige plekken meer dan 4000 millimeter. De meeste regen valt in de zomermaanden december en februari, de minste in de wintermaanden.
De luchtvochtigheid is met 85% het grootst aan de kust, zoals te verwachten is in een gebied met zo veel water. Op de hoogvlaktes in het oosten komt het meestal niet veel hoger dan 80%, en richting het noorden en westen daalt dit zelfs tot 40% op sommige plaatsen. Uitzondering hierop is de Paraná-vallei waar de rivier Paraná doorstroomt, met waarden boven de 80%.
Volgens de klimaatclassificatie van Köppen domineert in Paraná het type C-klimaat (mesothermisch), gevolgd door het type A-klimaat (tropisch klimaat). Specifieker betekent dit:
- Aw - een tropisch savanneklimaat.
- Cw - warm chinaklimaat: Dit klimaat is te vinden op de meeste hoogvlaktes en de kleine Serras.
- Cfa - warm zeeklimaat: Dit klimaat is te vinden in het noorden, oosten, zuidoosten, de vallei van de Ribeiro en een deel van de Serra do Mar.

### Vegetatie

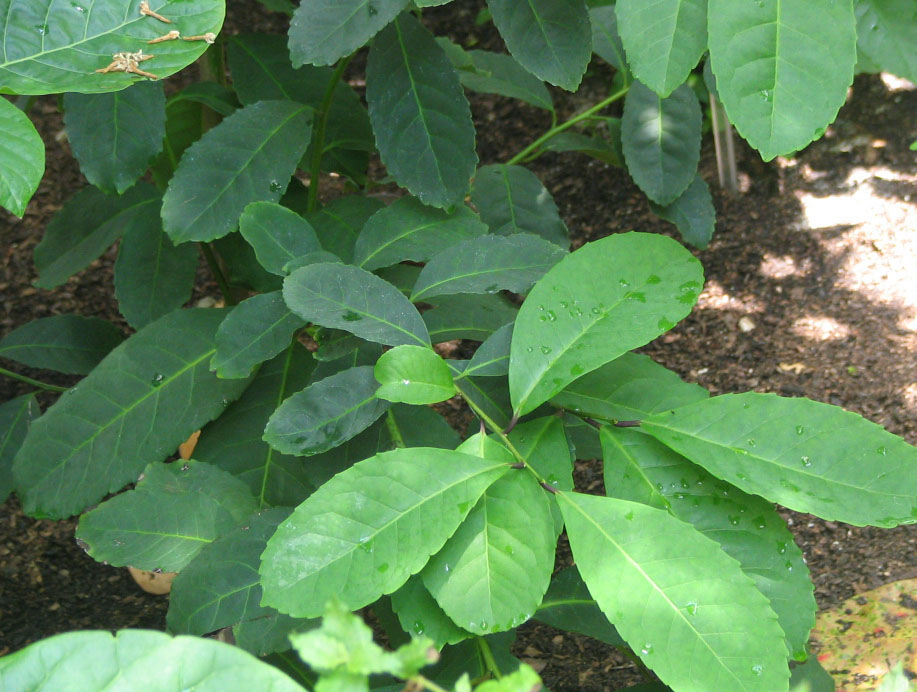
Erva-mate

De vegetatie van Paraná bestaat vooral uit bossen en velden. De bossen zijn gemengd; overal duiken typische bomen op, Pinheiro genaamd, tussen de loofbomen, palmen en erva-mate. Bijna de helft van het totale oppervlak van de staat is bedekt met deze bossen, ook al is over de jaren heen het nodige hout gekapt voor de industrie en agriculturele exploitatie.
Aan de kuststrook, in het noorden, in de valleien van de grote rivieren en tegen de Serra do Mar aan hebben de bossen een andere samenstelling. Er zijn bomen als ceders, imbuia (Braziliaanse notenboom), palmen, wonderbomen (ricinus communis), ipé's en cecropias.
De rode gronden zijn erg rijk aan voedingsstoffen, en dus zijn er ook meet verschillende boomsoorten in dit gebied. De meeste worden hoger dan dertig meter. Een gedeelte van de rode gronden bevindt zich echter op een hoogte die het voor een aantal soorten onmogelijk maakt te overleven. Daar zijn de bomen een stuk kleiner.
De 'Campos Limpos' zijn de gebieden waar de kou een grote ontwikkeling van bossen in de weg staat. Deze "velden" zijn terug te vinden rondom Curitiba, Palmas en Guarapuava.

## Bestuurlijke indeling
De Braziliaanse deelstaat Paraná is ingedeeld in 10 mesoregio's, 39 microregio's en 399 gemeenten.

## Demografie

### Statistieken
Volgens de demografische census van 2000 heeft de staat Paraná 9.563.458 inwoners. Daarmee heeft Paraná met 5,63% van het totale bevolkingsaantal van Brazilië, de op vijf na grootste bevolking van alle Braziliaanse staten. Van alle inwoners in de staat zijn 4.826.038 vrouw en 4.737.420 man.

### Etnische Groepen
De bevolking van Paraná bestaat voornamelijk uit blanken, afro-Latijns-Amerikanen en inheemse bevolking. De Spanjaarden waren de eersten die zich in Paraná vestigden, maar desondanks is het grootste deel van de bevolking van Portugese afkomst. Bovendien hebben veel mensen voorouders die in de 19e en 20e eeuw vanuit Europa naar Paraná kwamen. De grootste groepen zijn de Duitsers en Italianen, gevolgd door Polen en Oekraïners. Ook Japanners, Arabieren, Nederlanders, Koreanen, Chinezen en Bulgaren zijn naar Paraná getrokken.

### Ontwikkeling
Aan het begin van de 20e eeuw had Paraná niet meer dan 330.000 inwoners. Tot 1930 bleef het een bijna uitgestorven staat, met slechts weinig bewoners in het binnenland. Het waren de Polen en Ukraïners die als eersten op grotere schaal landinwaarts trokken om de landbouw te gaan bedrijven. Dankzij de groei van de koffieteelt, de vruchtbare grond in veel delen van de staat en ontwikkelingen in de landbouw, vestigden veel boeren uit het noordoosten van Brazilië, Santa Catarina, São Paulo en Rio Grande do Sul zich in Paraná. Op die manier ontstonden overal nieuwe dorpen en kleine plattelandsgemeenschappen, waarvan enkele uiteindelijk uit zouden groeien tot echte steden. De immigranten uit Europa en Azië speelden hier een nog belangrijkere rol in, en zo komt het dan ook dat Paraná nu een staat is van een grote smeltkroes van mensen. In 1950 was het inwonersaantal al verzesvoudigd tot ruim 2.000.000 inwoners, vooral dankzij diezelfde immigranten. In de eerste jaren daarna kwamen er zelfs nog meer immigranten binnen, waardoor Paraná van een uitgestorven staat een relatief sterk bevolkte staat werd.

### Stedelijke gebieden
In het oosten omvat de stedelijke zone van Curitiba meerdere gemeentes die samen meer dan drie miljoen inwoners hebben. In het noorden vertegenwoordigen Maringá en Londrina een andere sterk verstedelijkt gebied (1 miljoen inwoners), en ook in de dunbevolkte centrale regio is nog een kleine stedelijke zone te vinden rondom Guarapuava (160.000) en Ponta Grossa (meer dan 300.000). In het western maken Cascavel en Toledo een stedelijke zone van 400.000 mensen, die wordt aangevuld door de agglomeratie van Foz de Iguaçu, Ciudad del Este (Paraguay) en Puerto Iguazú (Argentinië) met een inwoneraantal van in totaal 700.000 mensen.
Andere kleinere stedelijke gebieden zijn Umuarama, Apacurana en Campo Mourão in het binnenland, en Paranaguá aan de kust.
In volgorde de tien grootste steden:
| Stad                                            | Inwoners  |
| ----------------------------------------------- | --------- |
| Curitiba                                        | 1.908.359 |
| Londrina                                        | 558.439   |
| Maringá                                         | 406.693   |
| Ponta Grossa                                    | 344.332   |
| Cascavel                                        | 319.608   |
| São José dos Pinhais                            | 307.530   |
| Foz do Iguaçu                                   | 264.044   |
| Colombo                                         | 237.402   |
| Guarapuava                                      | 180.364   |
| Paranaguá                                       | 152.975   |
| Bron: (pt) IBGE - Populatie volgens census 2017 |           |

## Economie
De economie van Paraná drijft vooral op landbouw en industrie. In de staat wordt suiker, maïs, soja, tarwe, koffie, erva-mate en maniok verbouwd, terwijl ook de houtverwerking, papiermolens en de automobielindustrie flink hun best doen. Paraná heeft de op 4 na grootste economie van het land, na São Paulo, Rio de Janeiro, Minas Gerais en Rio Grande do Sul.

### Landbouw

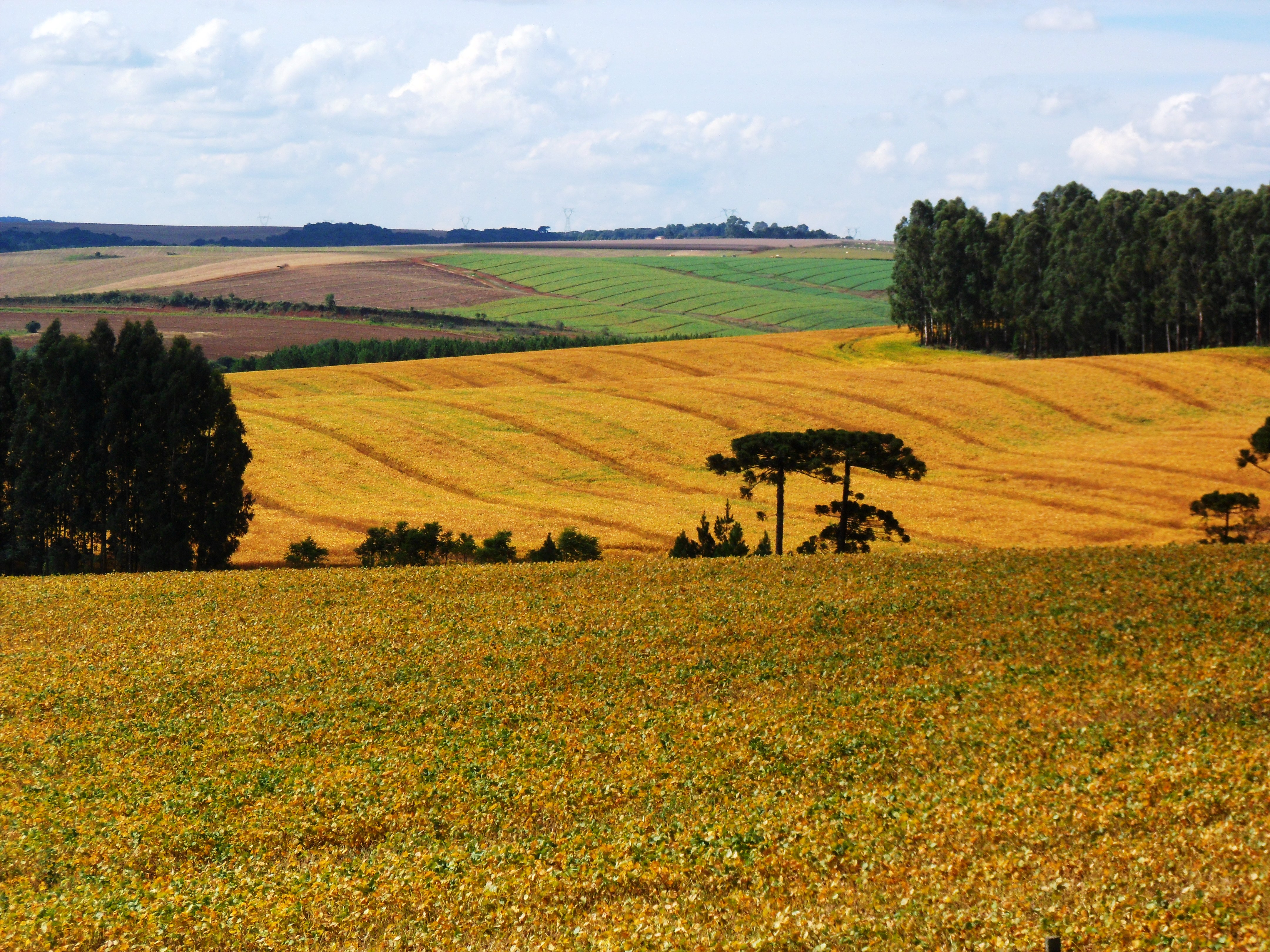
Sojaplantage in Guarapuava

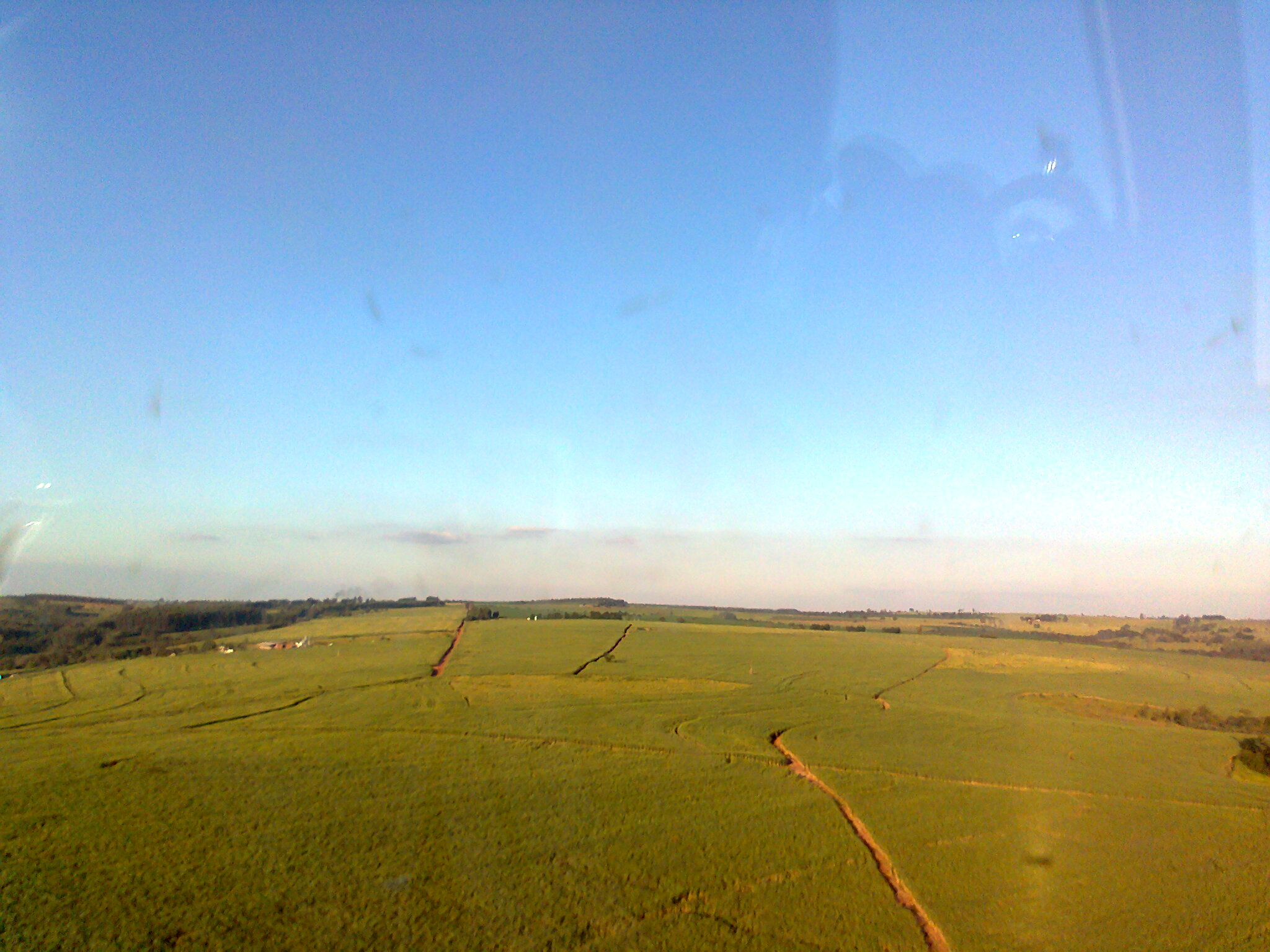
Suikerriet in Cianorte

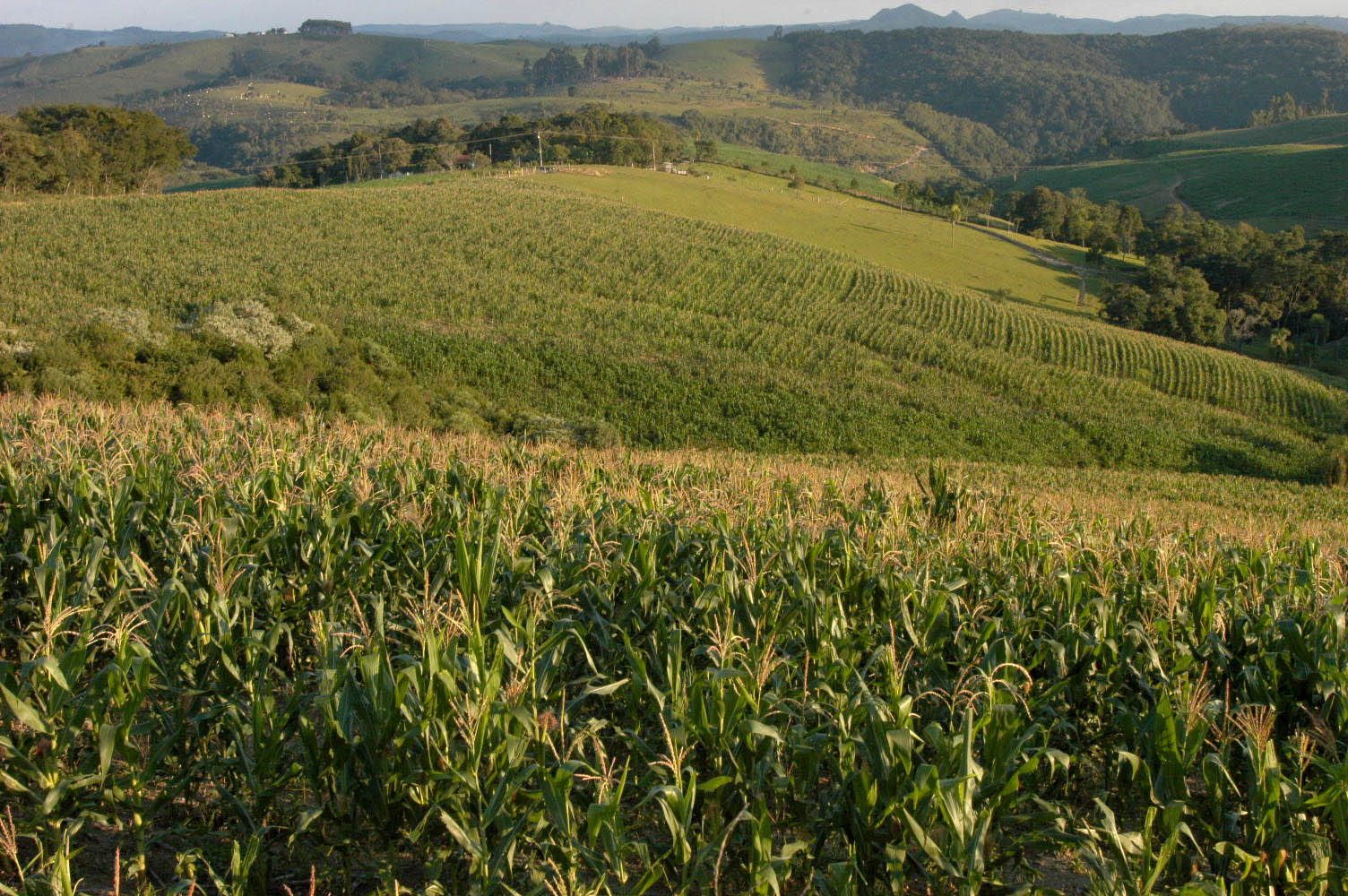
Maïsplantage in Medianeira

De belangrijkste landbouwproducten zijn tarwe, maïs en soja. Laatstgenoemde is de nieuwste in het rijtje en wordt door de hele staat verbouwd. Soja is bovendien het grootste exportproduct van Paraná; vanuit de haven van Paranaguá vertrekt soja zowel in ruwe vorm als in de vorm van olie uit Paraná naar bestemmingen over de hele wereld, waaronder ook de haven van Rotterdam. De productie van tarwe in Paraná maakt meer dan 50% uit van Brazilië's totaalproductie van dit gewas. De tarwe is vooral bestemd voor consumptie in de grote stedelijke agglomeraties van Paraná, São Paulo en het noordoosten.
Historisch gezien was het vooral koffie dat de winsten naar Paraná bracht, maar dit gewas heeft vooral terrein verloren aan de eerdergenoemde soja. De koffiebouw vindt nog vooral in het noorden en noordwesten van de staat plaats, in de buurt van steden als Bandeirantes en Jacarezinho.
In de landbouw valt de staat op bij de productie van sojaboon, maïs, tarwe, suikerriet, cassave, bonen, tomaat, sinaasappel en yerba mate, naast het produceren van koffie, haver, gerst, perzik, mandarijn en aardbei.
In 2020 produceerde de Regio Zuid 32% van het nationale totaal aan granen, groenten en oliehoudende zaden. Er was 77,2 miljoen ton, de tweede plaats in Brazilië, en verloor alleen aan het middenwesten. Paraná (14,9%) was de op één na grootste producent van het land.
In sojaboon is Paraná de op één na grootste producent van het land, met ongeveer 16% van de nationale productie. Het produceerde 19,8 miljoen ton in 2020.  In 2017 was het ook de op één na grootste producent van maïs. Brazilië is de grootste producent van soja en de 2de grootste producent van maïs ter wereld.
Met betrekking tot suikerriet was Paraná in 2017 de vijfde grootste producent van suikerriet, derde van suiker en vijfde van alcohol in het land. Het oogstte dit jaar ongeveer 46 miljoen ton suikerriet. De suiker- en alcoholsector van de staat telt 25 fabrieken en biedt werk aan ongeveer 55.000 mensen. De regio's Umuarama, Paranavaí, Maringá en Jacarezinho concentreren de productie. Brazilië is de grootste producent ter wereld, met 672,8 miljoen ton geoogst in 2018.
In de productie van cassave produceerde Brazilië in 2018 in totaal 17,6 miljoen ton. Paraná was de tweede grootste producent van het land, met 3,2 miljoen ton.
Sinds 2006 leidt Paraná de productie van bonen in Brazilië. Brazilië is de derde grootste producent van bonen ter wereld, met een jaarlijkse oogst van ongeveer 3 miljoen ton, 11% van de wereldproductie. In 2018 was de regio Zuid de belangrijkste bonenproducent met 26,4% van het totaal, gevolgd door het middenwesten (25,4%), de zuidoostelijke regio (25,1%), het noordoosten (20,6%) en het noorden (2,5%). De staat Paraná voert de ranglijst aan van de belangrijkste nationale producenten met 18,9% van het totaal geproduceerde totaal.

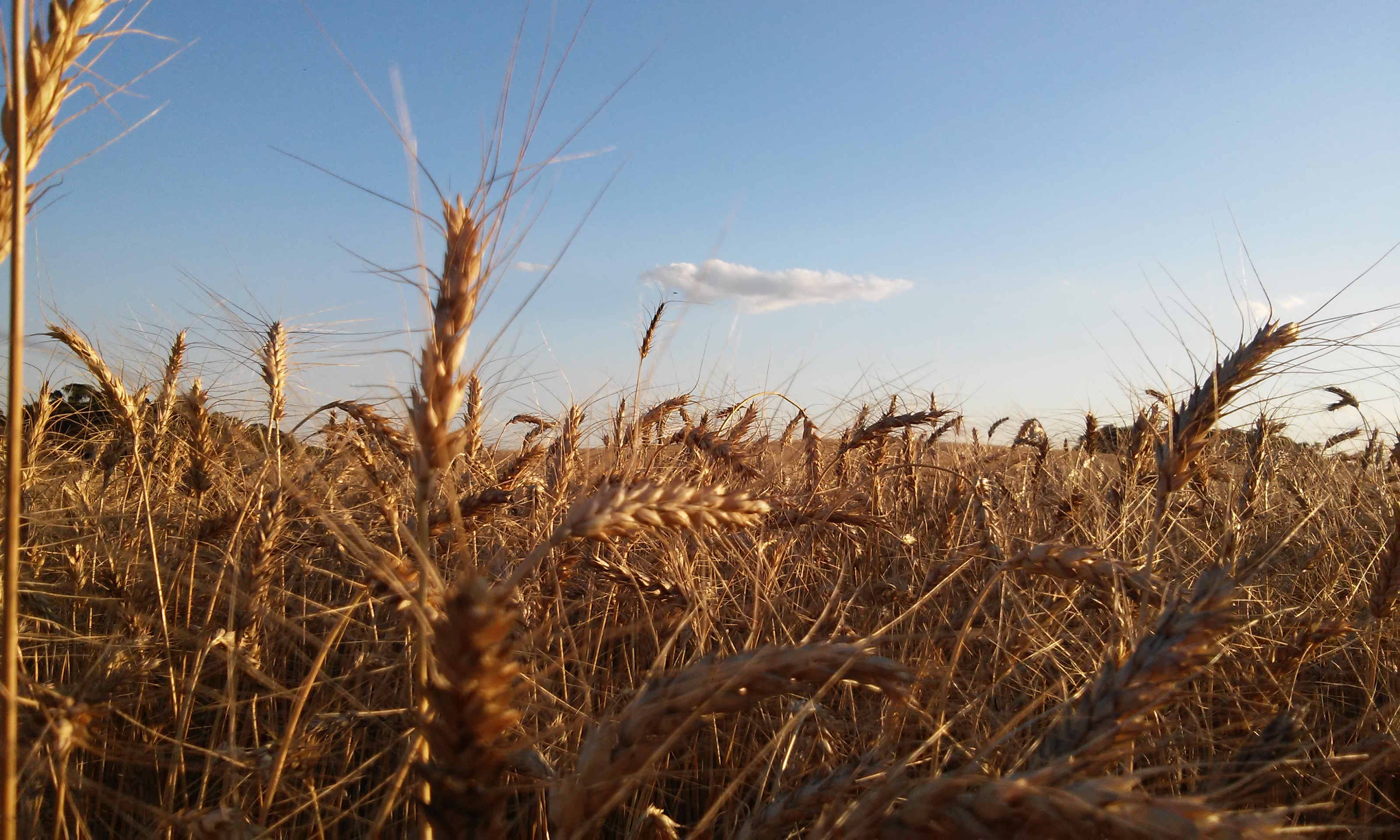
Tarweplantage in Paraná

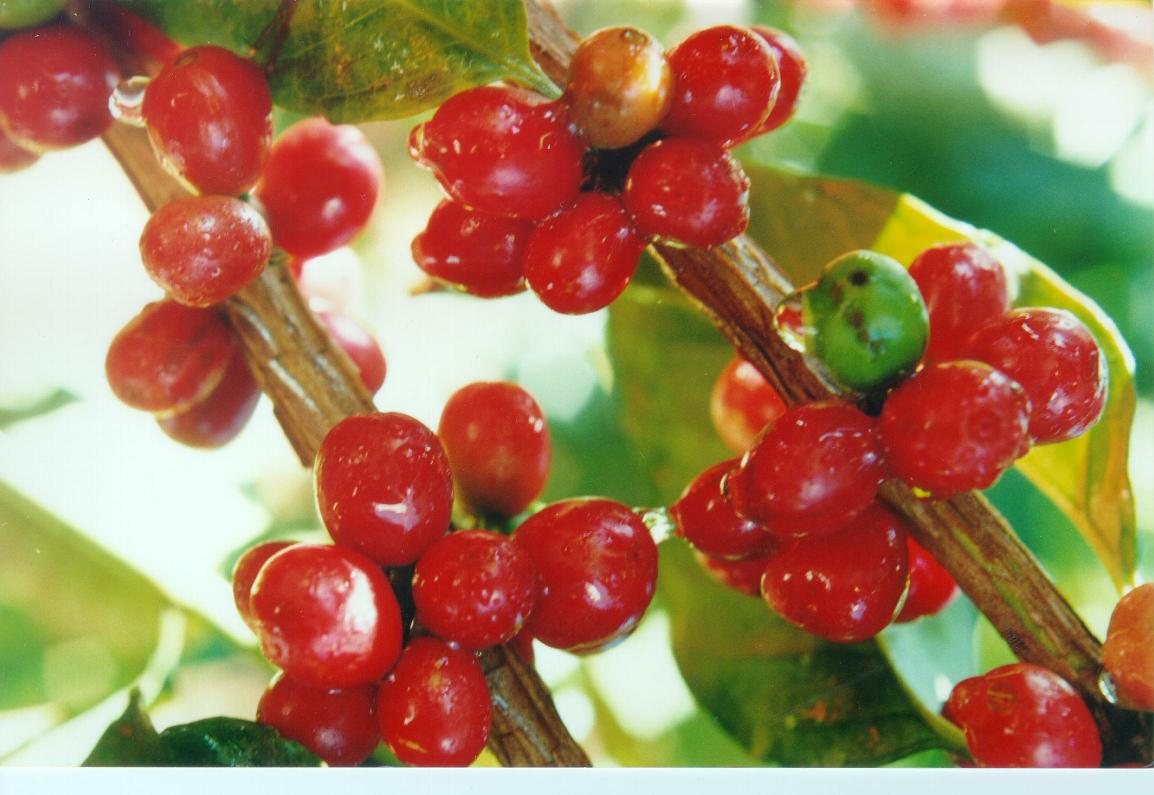
Koffie in Paraná

Paraná is de op een na grootste nationale producent van tarwe, met 2,2 miljoen ton in 2019, bijna gelijk aan Rio Grande do Sul, de grootste producent. De regio Zuid is ook de grootste producent van haver in Brazilië. In 2019 bedroeg de nationale productie bijna 800 duizend ton, bijna allemaal in het zuiden (Paraná en Rio Grande do Sul).
Over sinaasappel, Paraná was in 2018 de derde grootste producent van Brazilië, met een totaal van 834 duizend ton.
Hoewel het geen grote productie is, is Paraná de Braziliaanse leider in de productie van gerst. De staat oogstte in 2019 219,2 duizend ton, 60% van de nationale productie. Brazilië is echter verre van zelfvoorzienend in de productie van gerst. De Braziliaanse markt verbruikt gemiddeld 1,5 miljoen ton per jaar. Brazilië produceert 335 duizend ton, bijna 22%. Het merendeel, 73%, komt uit Argentinië en Uruguay.
In 2018 was Paraná het vierde grootste product van mandarijn in Brazilië.  Paraná heeft ook een deel van de productie van perziken in Brazilië. In 2019 was er in Brazilië een totaal productiegebied van ongeveer 4 duizend hectare aardbei. Paraná was de op vier na grootste producenten van het land.
In koffie is Paraná de producerende staat die verder naar het zuiden van het land ligt. Het was ooit de grootste producerende staat in Brazilië: in 1962 was Paraná goed voor 58% van de nationale productie, maar in 2017 had het slechts 2,7% van het totaal dat in het land werd geproduceerd. De koffiecultuur is vervangen door andere plantgewassen en de focus van de staat ligt tegenwoordig op het investeren in speciale, duurdere koffiebonen.
In 2019 produceerde Brazilië volgens het IBGE jaarlijks ongeveer 900 duizend ton yerba mate. Paraná is de grootste producent in volume en Rio Grande do Sul in plantagegebieden (en waar de sector meer geïndustrialiseerd is). Volgens gegevens uit 2017 oogstte Paraná 301 duizend ton yerba mate door extractiemethode en 237 duizend ton in plantages. Het productiepotentieel van yerba mate wordt in Brazilië nog weinig onderzocht, met een groot deel van de oogst die wordt gerealiseerd door het extractiesysteem en met een lage productiviteit. Veel nieuwe producenten passen echter professionelere en efficiëntere productiesystemen toe, met een technisch scherp management en een geglobaliseerde marktvisie. Dit heeft de neiging om de export van dit product in Brazilië te vergroten.

### Veeteelt

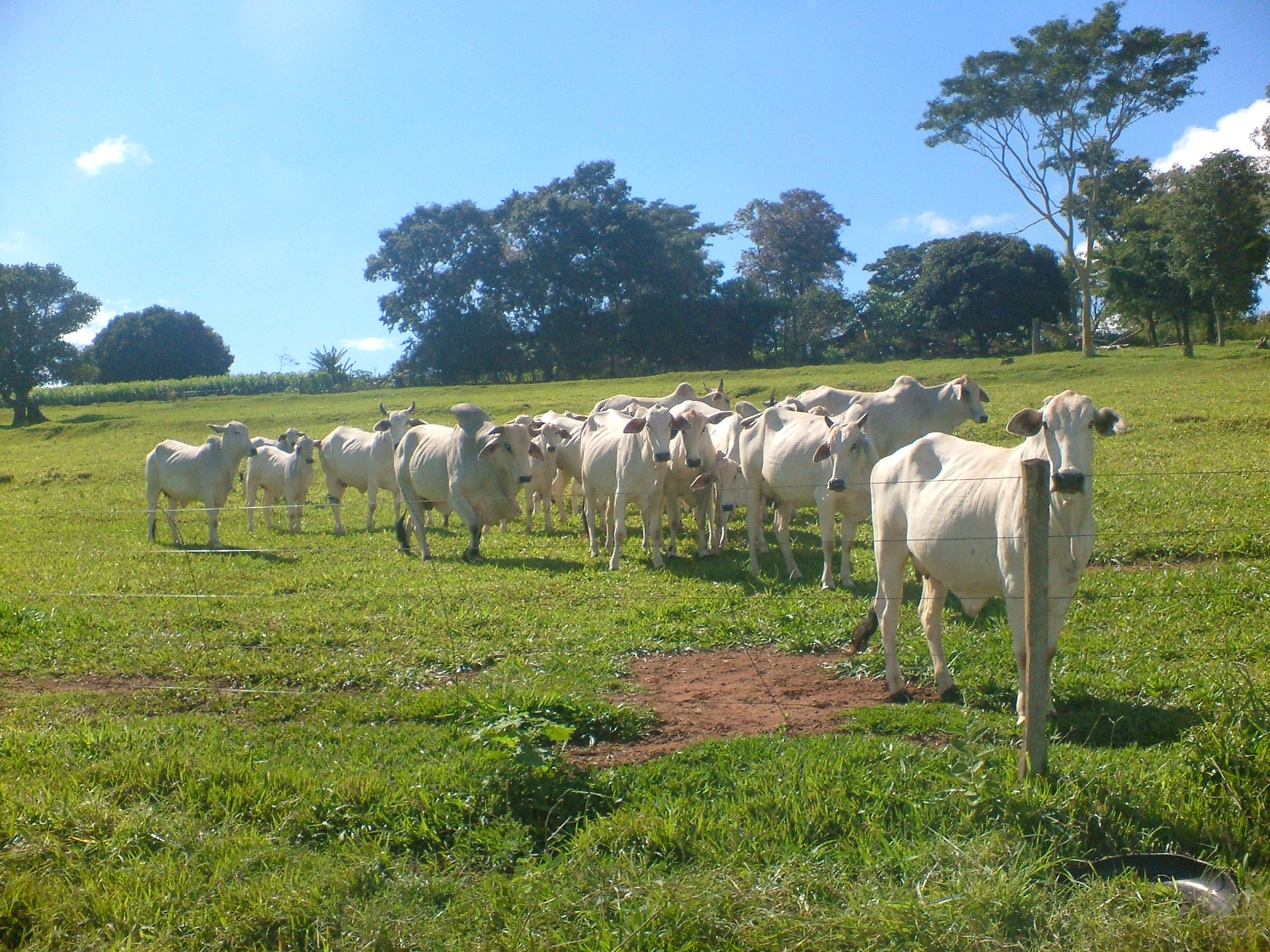
Runderen in São Jorge do Patrocínio

De veeteelt wordt in Paraná gedomineerd door grote kuddes runderen, die zowel voor vlees als voor melk gebruikt worden. De beste melkveehouderijen zijn in het centraal-zuiden van de staat, waar koeien staan die meer dan 50 liter per dag geven. Ook is de staat een grote producent van varkensvlees, vooral in het oosten en zuidoosten waar grote boerenbedrijven varkensvlees voor de export mesten. Verder produceert Paraná veel gevogelte (in de maïsgebieden), kippeneieren, honing en bijenwas.
In 2017 bedroeg de kudde vee van de staat 9,3 miljoen stuks, de 10e plaats in het land.
In 2018 produceerde Paraná in totaal 4,4 miljard liter melk, waarmee het de op een na grootste producent van het land is. De stad Castro was in 2018 de grootste producent van het land, met 292 miljoen liter melk.
In varkensvlees zijn de drie zuidelijke staten de grootste producenten van het land. Brazilië had 41,1 miljoen inwoners in 2017. Paraná (17,2%) is de op een na grootste producent.
De Braziliaanse pluimvee kudde, in 2018, bedroeg in de orde van grootte van 1,5 miljard stuks. In 2017 was Paraná (25,3%) de grootste producent van pluimvee in Brazilië. In termen van kippen waren er in 2017 242,8 miljoen stuks in het land. Van de staten die de grootste producenten waren, leidde São Paulo met 21,9%, gevolgd door Paraná (10,1%). Bij de productie van kip ei s staat de staat op de tweede plaats in Brazilië, met 9,6% van de nationale productie.
In visteelt, westelijk Paraná, in gemeenten in de buurt van Toledo en Cascavel, is het de grootste visproducerende regio van het land geworden, met tilapia als de belangrijkste gecultiveerde soorten. Het westen vertegenwoordigt 69% van alle productie in Paraná, de grootste nationale producent, met 112 duizend ton. Van dit bedrag verwijst 91% naar tilapia-fokkerij.
De regio Zuid was in 2017 de belangrijkste producent van honing in het land, goed voor 39,7% van het nationale totaal. Paraná was met 14,3% de op één na grootste producent van het land.

### Mijnbouw
In Paraná zijn een aantal metalen te vinden als goud en koper. Bovendien heeft de staat veel aarde, klei. kalksteen, dolomiet, talk, graniet en marmer. Ook de kolen- en ijzerwinning behoren tot de grootste van het land, net als de winning van schist.

### Tuinbouw
De Paranase pijnboom (Portugees: pinheiro paranaense), de Araucaria angustifolia, is vooral bekend vanwege zijn vruchten, die te vergelijken zijn met gigantische dennenappels. De zaden van deze vrucht worden gekookt en met zout opgegeten; een typische maaltijd uit Paraná. De staat zelf wordt gekenmerkt door deze bomen, maar buiten dit gebied komt de boom niet al te veel voor. Lange tijd stond het zelfs op de lijst van bedreigde soorten, en vandaag de dag is de boom nog steeds beschermd. Via de wet is inmiddels wel geregeld dat een beperkte hoeveelheid van deze bomen gekapt mag worden tegen het nieuw aanplanten van een grotere hoeveelheid.

### Industrie

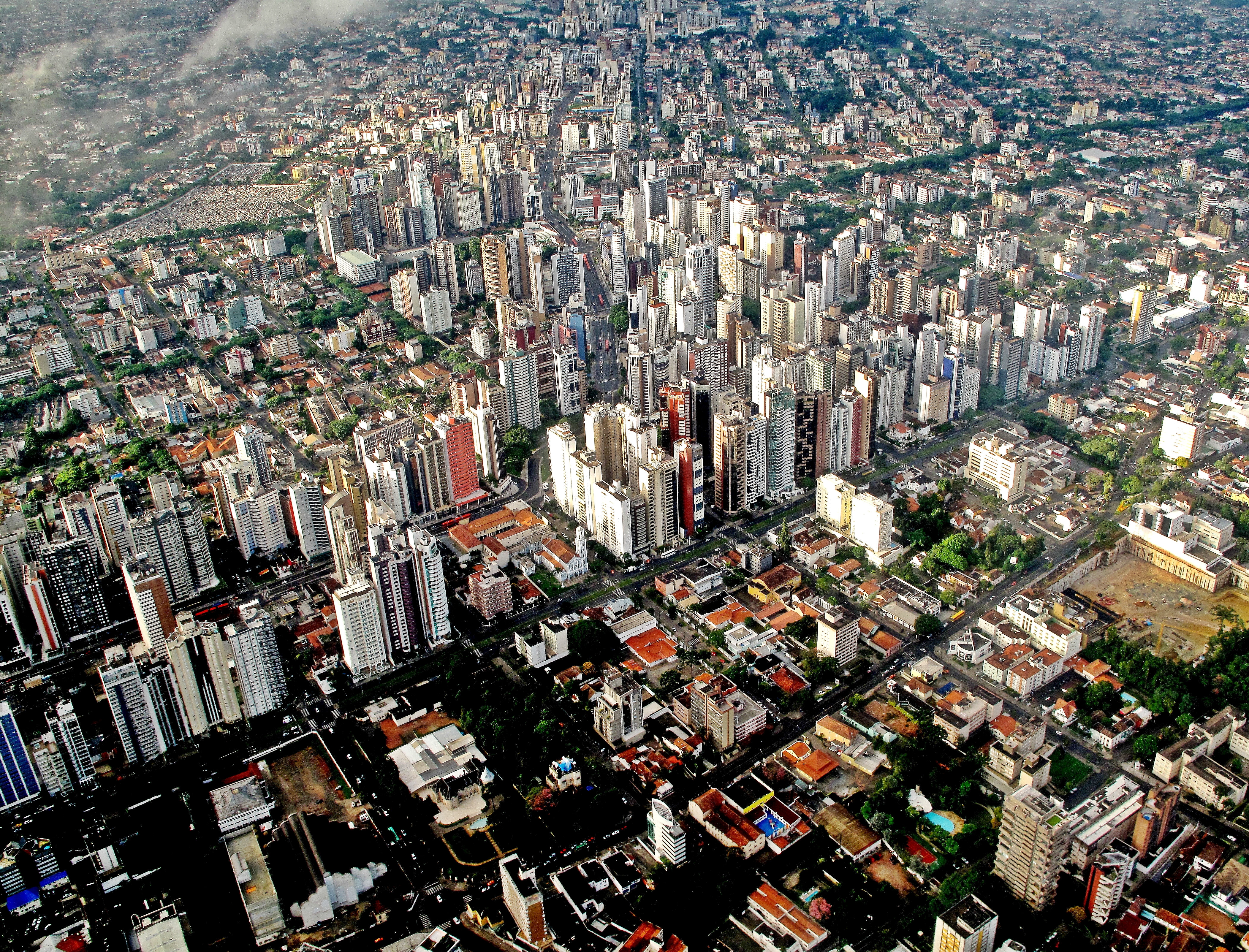
Centrum Curitiba

De grootste groei in de industrie vond vooral in de tweede helft van de twintigste eeuw plaats. In de hoofdstad Curitiba werd een gigantisch industriepark aangelegd, waar vooral veel machinebouw, weverijen, koelkastenproductie en de productie van vrachtwagenonderdelen plaatsvindt. De steden verder in het binnenland, met name Ponta Grossa, Cascavel, Maringá en Londrina, richtten zich vooral op het verwerken van landbouwproducten. Dankzij de ontwikkeling van deze industrie werd Paraná een grote immigratiestaat en ontstond een sterke demografische groei en urbanisatie.
Over industrie had Paraná in 2017 een industrieel bbp van R $ 92,8 miljard, wat overeenkomt met 7,8% van de nationale industrie. Het biedt werk aan 763.064 werknemers in de industrie. De belangrijkste industriële sectoren zijn: voeding (19,1%), industriële diensten van openbaar nut, zoals elektriciteit en water (18,5%), bouw (17,3%), motorvoertuigen (8,1%) en aardoliederivaten en biobrandstoffen (5,7%) . Deze 5 sectoren concentreren 68,7% van de industrie van de staat.
In Brazilië vertegenwoordigt de sector automobiel bijna 22% van het industriële bbp. In 2019 werd de staat 2e in de nationale voertuigproductie, met een aandeel van 15%. De staat heeft fabrieken van Volkswagen, Renault, Audi, Volvo en DAF.

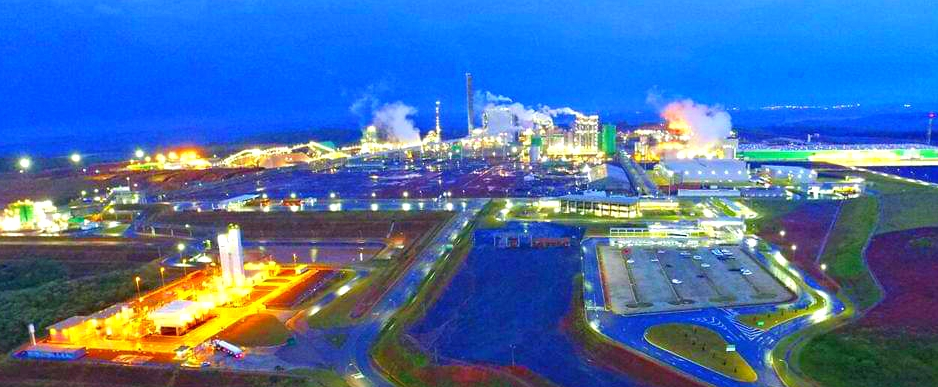
Klabin industrieel complex, in Ortigueira

In de papier en cellulose sector bedroeg de Braziliaanse pulpproductie 19,691 miljoen ton in 2019. Het land exporteerde dit jaar US $ 7,48 miljard aan pulp, US $ 3,25 miljard alleen naar China. De export van de Braziliaanse bosbouwindustrie bedroeg in totaal 9,7 miljard dollar (7,48 miljard dollar aan cellulose, 2 miljard dollar aan papier en 265 miljoen dollar aan houten panelen). De papierproductie bedroeg 10,535 miljoen ton in 2019. Het land exporteerde 2,163 miljoen ton. In 2016 vertegenwoordigde de papier- en cellulose-industrie in het zuiden van het land 33% van het nationale totaal. Dit jaar was Paraná de nationale leider in de productie van rondhout (voornamelijk eucalyptus) voor de pulp- en papierindustrie (15,9 miljoen m³); Brazilië was het tweede land dat de meeste cellulose ter wereld produceerde en het achtste bij de productie van papier. De stad die deze bossen het meest produceerde in Brazilië was Telêmaco Borba (PR), en de 5e grootste was Ortigueira (PR). In 2016 top vijf staten die houtblokken produceren voor papier en cellulose (voornamelijk eucalyptus) waren: Paraná (15,9 miljoen m³), São Paulo (14,7 miljoen m³), Bahia (13,6 miljoen m³), Mato Grosso do Sul ( 9,9 miljoen m³) en Minas Gerais (7,8 miljoen m³). Samen vertegenwoordigen ze 72,7% van de nationale productie van 85,1 miljoen m³. De tien grootste producerende gemeenten hadden 22,9% van de productie van het land. Het waren de steden Telêmaco Borba (PR), Três Lagoas (MS), Caravelas (BA), Mucuri (BA), Ortigueira (PR), São Mateus (ES), Dom Eliseu (PR), Nova Viçosa (BA), Water Clara (MS) en Ribas do Rio Pardo (MS).
Paraná is de grootste producent van olieschalie in Brazilië. In de stad São Mateus do Sul is een fabriek van Petrobras gespecialiseerd in de productie van het materiaal. Dagelijks wordt ongeveer 7.800 ton verwerkt.
In Voedingsindustrie was Brazilië in 2019 de op één na grootste exporteur van bewerkte voedingsmiddelen ter wereld, met een exportwaarde van U $ 34,1 miljard. De omzet van de Braziliaanse voedings- en drankenindustrie in 2019 bedroeg R $ 699,9 miljard, 9,7% van het bruto binnenlands product van het land. In 2015 telde de industriële voedings- en drankensector in Brazilië 34.800 bedrijven (bakkerijen niet meegerekend), waarvan de overgrote meerderheid klein was. Bij deze bedrijven werkten meer dan 1.600.000 werknemers, waardoor de voedingsmiddelen- en drankenindustrie de grootste werkgever in de maakindustrie is. Er zijn ongeveer 570 grote bedrijven in Brazilië, die een groot deel van de totale omzet van de industrie samenbrengen. Paraná richtte voedingsbedrijven van nationaal belang op zoals Frimesa, C.Vale, Nutrimental, Copacol, Coopavel en Matte Leão.
In Elektronica-industrie bedroeg de omzet van industrieën in Brazilië in 2019 R $ 153,0 miljard, ongeveer 3% van het nationale bbp. Het aantal werknemers in de sector bedroeg 234,5 duizend mensen. De export bedroeg US $ 5,6 miljard en de import van het land bedroeg US $ 32,0 miljard. Brazilië is er, ondanks zijn inspanningen in de afgelopen decennia om van de afhankelijkheid van geïmporteerde technologie af te komen, nog niet in geslaagd dit niveau te bereiken. De invoer is geconcentreerd in dure componenten, zoals processors, microcontrollers, geheugens, ondergemonteerde magnetische schijven, lasers, LED en LCD. Kabels voor telecommunicatie en elektriciteitsdistributie, draden, optische vezels en connectoren worden in het land vervaardigd. Brazilië heeft twee grote elektro-elektronische productiehubs, gelegen in het grootstedelijk gebied van Campinas, in de staat São Paulo, en in vrije economische zone van Manaus, in de staat Amazonas. Er zijn grote internationaal gerenommeerde technologiebedrijven, evenals een deel van de industrieën die deelnemen aan de toeleveringsketen. Het land heeft ook andere kleinere centra, en een daarvan bevindt zich in Curitiba, de hoofdstad van Paraná.  Het technologische centrum van Curitiba heeft bedrijven als Siemens en Positivo Informatica. In totaal werken 87 bedrijven en 16 duizend werknemers bij Tecnoparque, een gebied van 127 duizend vierkante meter gecreëerd door de staatswet in 2007. Tecnoparque kan tot 400 duizend vierkante meter groeien en tot vier keer het aantal werknemers ontvangen dat het vandaag heeft, het bereiken van 68 duizend mensen.
In de bedrijfstak huishoudelijke apparaten bedroeg de verkoop van zogenaamde "white line" -apparatuur (koelkast, airconditioning en andere) in 2017 12,9 miljoen stuks. De sector had in 2012 een piekverkoop met 18,9 miljoen stuks. De merken die het meest verkochten waren Brastemp, Electrolux, Consul en Philips. Brastemp komt oorspronkelijk uit São Bernardo do Campo-SP. Consul komt oorspronkelijk uit Santa Catarina, is gefuseerd met Brastemp en maakt tegenwoordig deel uit van de multinational Whirlpool Corporation. Een ander beroemd Braziliaans merk was Prosdócimo, opgericht in Curitiba, dat werd verkocht aan Electrolux.
In de sector kleine apparaten heeft Paraná een van de bekende bedrijven: Britânia, oorspronkelijk afkomstig uit Curitiba.

### Energie

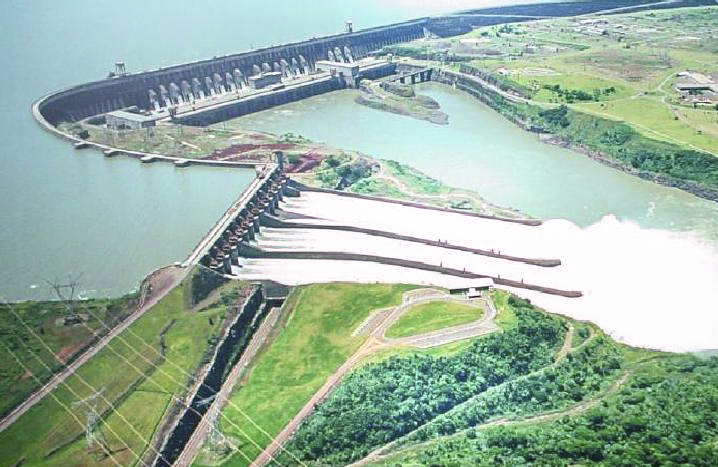
De Itaipudam van bovenaf gezien

De staat Paraná haalt zijn energie vooral uit water. In de rivier Iguaçu staan verschillende stuwdammen, en ook in de buurt van Curitiba staan enkele stuwdammen. De grootste stuwdam van de staat, en een van de grootste ter wereld, is de Itaipudam. De stuwdam bevindt zich in de rivier Paraguay en levert elektriciteit voor verschillende Braziliaanse staten en bijna heel Paraguay. De in 1982 afgebouwde stuwdam heeft een capaciteit van 12.600 MW en is gedeeld bezit van Brazilië en Paraguay.
Een secundaire bron van energie is alcohol. Deze brandstof wordt uit suiker onttrokken, en behalve in speciale energiecentrales wordt het ook in auto's gebruikt.

### Infrastructuur
Paraná heeft een wegen- en spoorwegennet van meer dan 264.496 kilometer, waarvan echter slechts 15.108 km bestraat en/of geasfalteerd zijn.
Twee snelwegen gaan van het oosten naar het westen. De eerste gaat van Ourinhos in de staat São Paulo naar Maringá, en de ander gaat van havenstad Paranaguá tot Foz do Iguaçu, om vervolgens in Paraguay door te gaan via Ciudad del Este. Van noord naar zuid verbinden de snelwegen Apucarana met Sorocaba (in São Paulo), Curitiba met São Paulo, en Curitiba met Rio Negro waarna de weg via Santa Catarina doorgaat tot Rio Grande do Sul.
De 2243 km aan spoorwegen verbinden de industriegebieden in het noorden, westen en zuiden van de staat met de hoofdstad Curitiba en de havenstad Paranaguá.
De zeehavens van Paranaguá (op twee na grootste van het land) en Antonina vormen de exporthavens voor Paraná, Santa Catarina, Mato Grosso do Sul en Paraguay. Foz do Iguaçu heeft een grote fluviale haven, waar vooral producten worden geëxporteerd naar landen aan de rivier Paraná.

### Toerisme
Paraná heeft een groot aantal nationale parken, waarvan Parque Nacional do Iguaçu en Parque Nacional de Superagui bekend zijn. De watervallen van het eerstgenoemde park zijn wereldberoemd; het water van de rivier Iguaçu valt in ruim 250 watervallen meer dan 75 meter naar beneden. Ook het Parque Nacional de Vila Velha, bij Ponta Grossa, is interessant. Door de eeuwen heen heeft erosie er voor prachtige rotsvormingen gezorgd.
De stranden van Caiobá, Matinhos, Guaratuba, Pontal do Paraná en Praia de Leste zijn de best bezochte van de staat. Zowel in de zomer als in de winter worden zij door vele toeristen, vooral uit de hoofdstad, bezocht.
De hoofdstad Curitiba heeft een aantal toeristische trekpleisters. De Italiaanse wijk Santa Felicidade staat bekend om haar restaurants. Ook de markten op zondag, verschillende grote parken, de botanische tuin en het operagebouw en het Oscar Niemeyer museum zijn bepalend voor het stadsgezicht.
Aan de kust vindt men koloniale steden als Paranaguá, Morretes en Antonina, waar nog steeds kerken en huizen uit de 17e en 18e eeuw staan. De steden kunnen behalve via de snelweg ook bereikt worden met een speciale toeristentrein die vanuit Curitiba dwars door het gebergte Serra do Mar richting de kust rijdt. In de baai van Paranaguá ligt het eiland Ilha do Mel, dat een prachtige natuur heeft.

## Cultuur

### Bibliotheken
De meest uitgebreide en meest complete bibliotheken zijn te vinden in de hoofdstad Curitiba: de Openbare Bibliotheek van Paraná, de bibliotheken van diverse faculteiten van de Federale Universiteit Paraná (UFPR) en de bibliotheek voor filosofie van de Katholieke Universiteit Paraná (PUC-PR).
In de hoofdstad heeft bovendien elke wijk zijn eigen kenniscentrum. Deze kenniscentra bevatten onder andere een bibliotheek, en zijn onderdeel van een project dat het algemeen kennis- en opleidingsniveau in de stad moet verbeteren. De centra hebben de vorm van een vuurtoren, een verwijzing naar het oude Alexandrië waar ooit de grootste bibliotheek van de oudheid stond.

### Musea

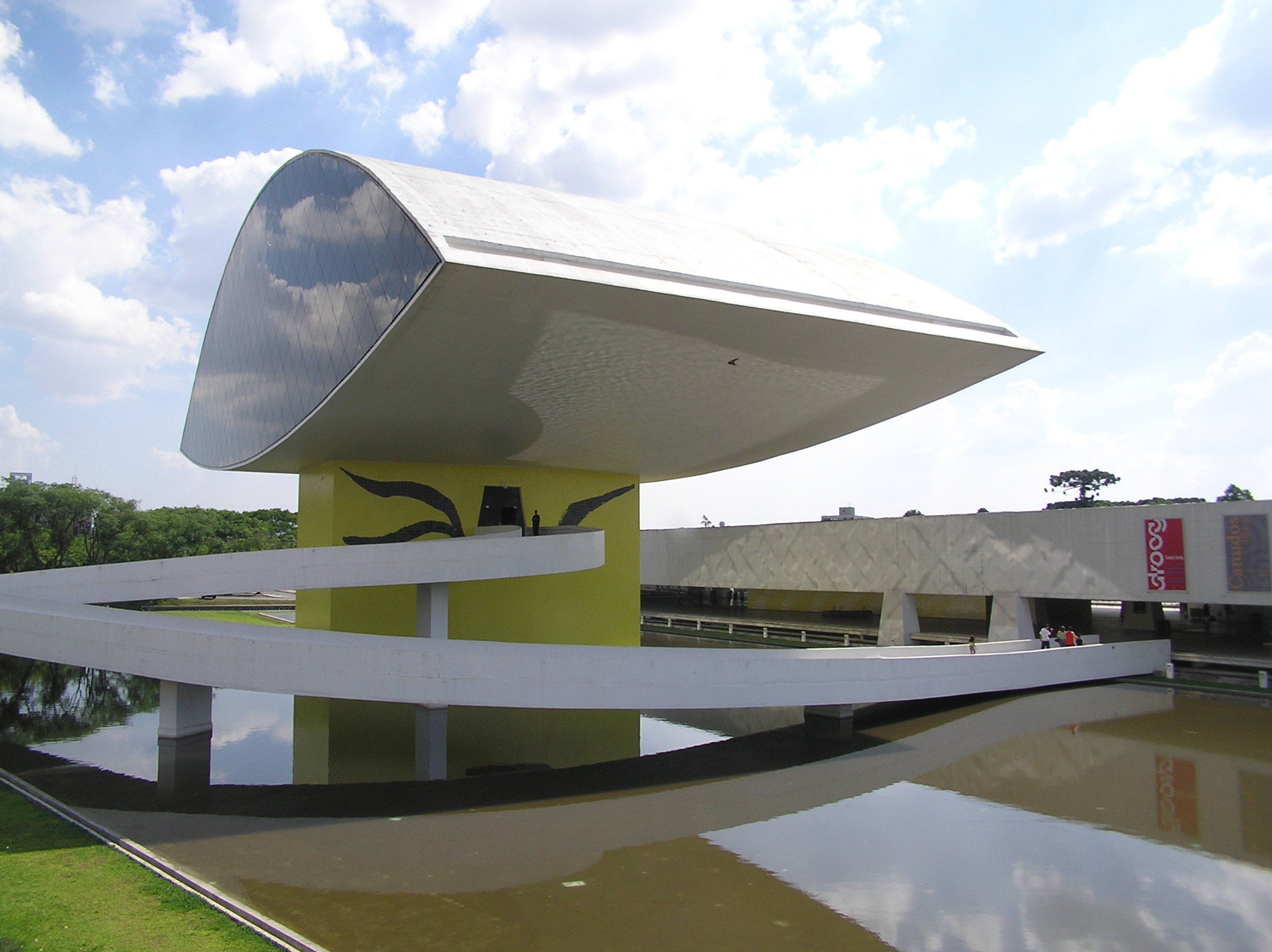
Museu Oscar Niemeyer

Paraná heeft 51 musea. In de hoofdstad Curitiba staat het "Museu Paranaense", het belangrijkste van allemaal. In dit museum vindt men vooral veel kunst en gebruiksvoorwerpen van de oude oorspronkelijke bevolking. Het "Museu David Carneiro" bevat vooral veel historische en archeologische vondsten en documenten. Kunst is vooral te vinden in het Museu Guido Viaro, Museu Alfredo Andersen en het Museu Oscar Niemeyer. Het laatste museum is wereldberoemd om het grote 'oog' dat de ingang tooit. Binnen heeft het museum een permanente tentoonstelling van moderne kunst.
In Paranaguá staat het museum voor archeologie van de UFPR, en in Lapa staat onder andere een wapenmuseum. In de noordelijke industriestad Londrina staat een historisch museum en een kunstmuseum.

### Theaters
- Teatro Guaíra
- Teatro da Classe José Maria Santos
- Teatro Cleon Jacques
- Teatro Cultura
- Teatro Lala Schneider
- Teatro da Reitoria
- Teatro do SESC da Esquina
- Cine Teatro Universitário Ouro Verde
- Teatro Zaqueu de Melo

### Culinaria
- Barreado
- Peixe à Caiçara
- Dourado
- Pacu
- Pintado na Telha
- Pirá de Foz
- Carneiro no buraco
- Boi no rolete
- Porco no rolete

### Feestdagen
- De dag van Nossa Senhora da Luz, de beschermheilige van Curitiba, wordt gevierd op 8 september.
- De dag van Nossa Senhora do Rocio wordt gevierd in Paranaguá, ter ere van de beschermheilige van de staat.
- Congada da Lapa wordt gevierd op 13 mei. Op deze dag worden Afrikaanse dansen gedaan, ter herinnering aan de slavernij.